# Різдвяний торт
Різдвяний торт — різновид торта, часто фруктового, який подають на Різдво в багатьох країнах.

## Британські варіації

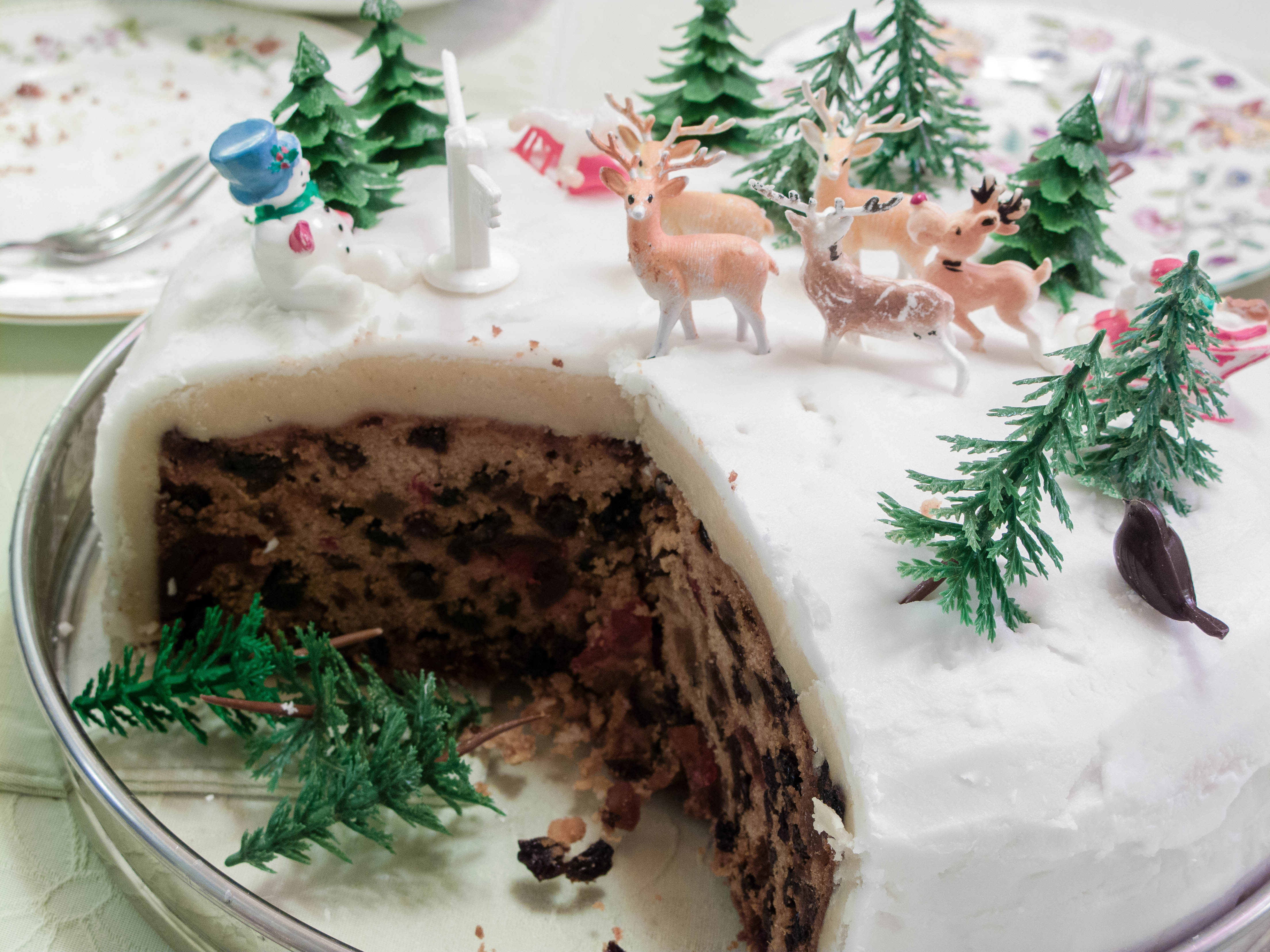
Британський різдвяний торт з марципаном і глазур'ю

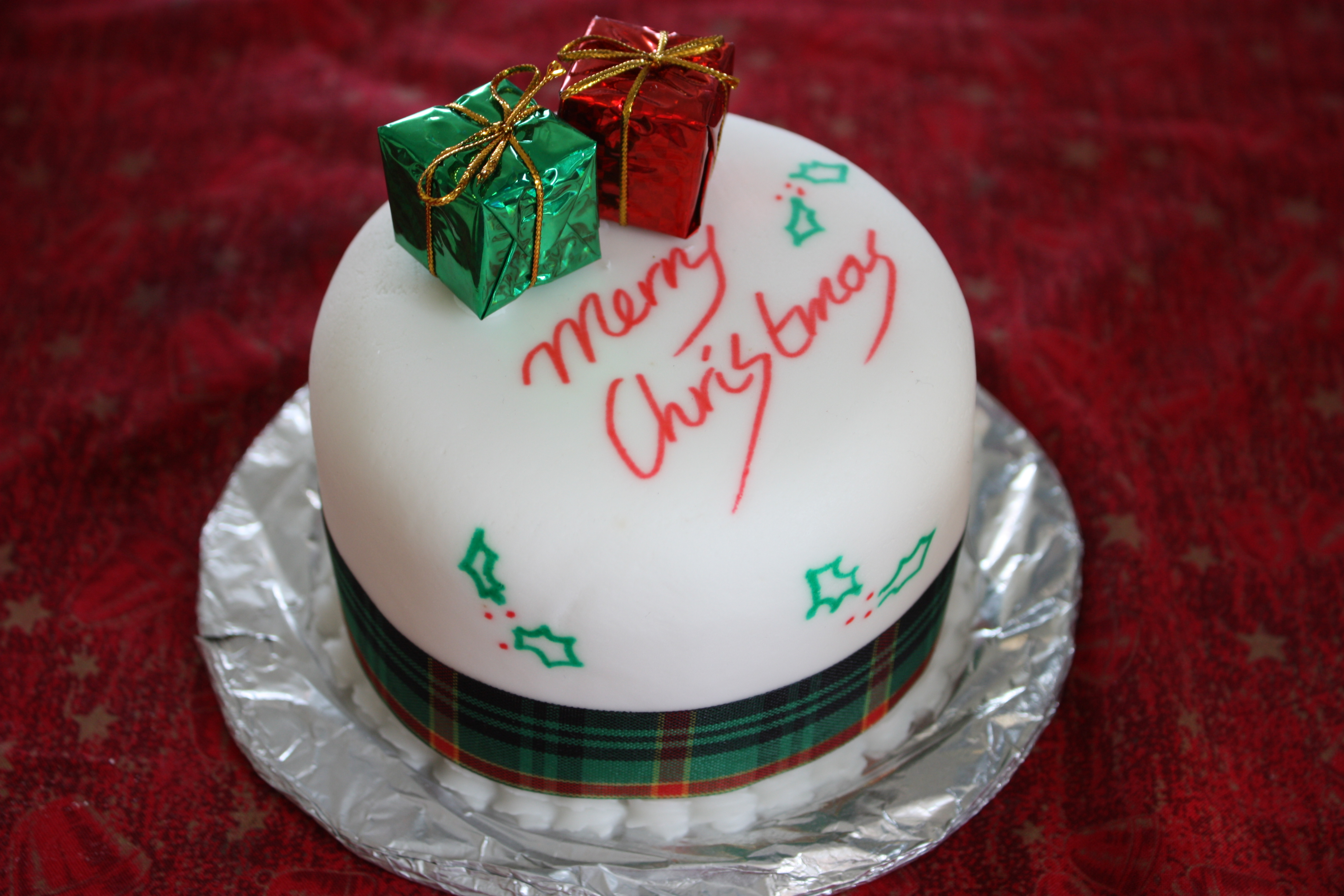
Лаконічно прикрашений різдвяний торт

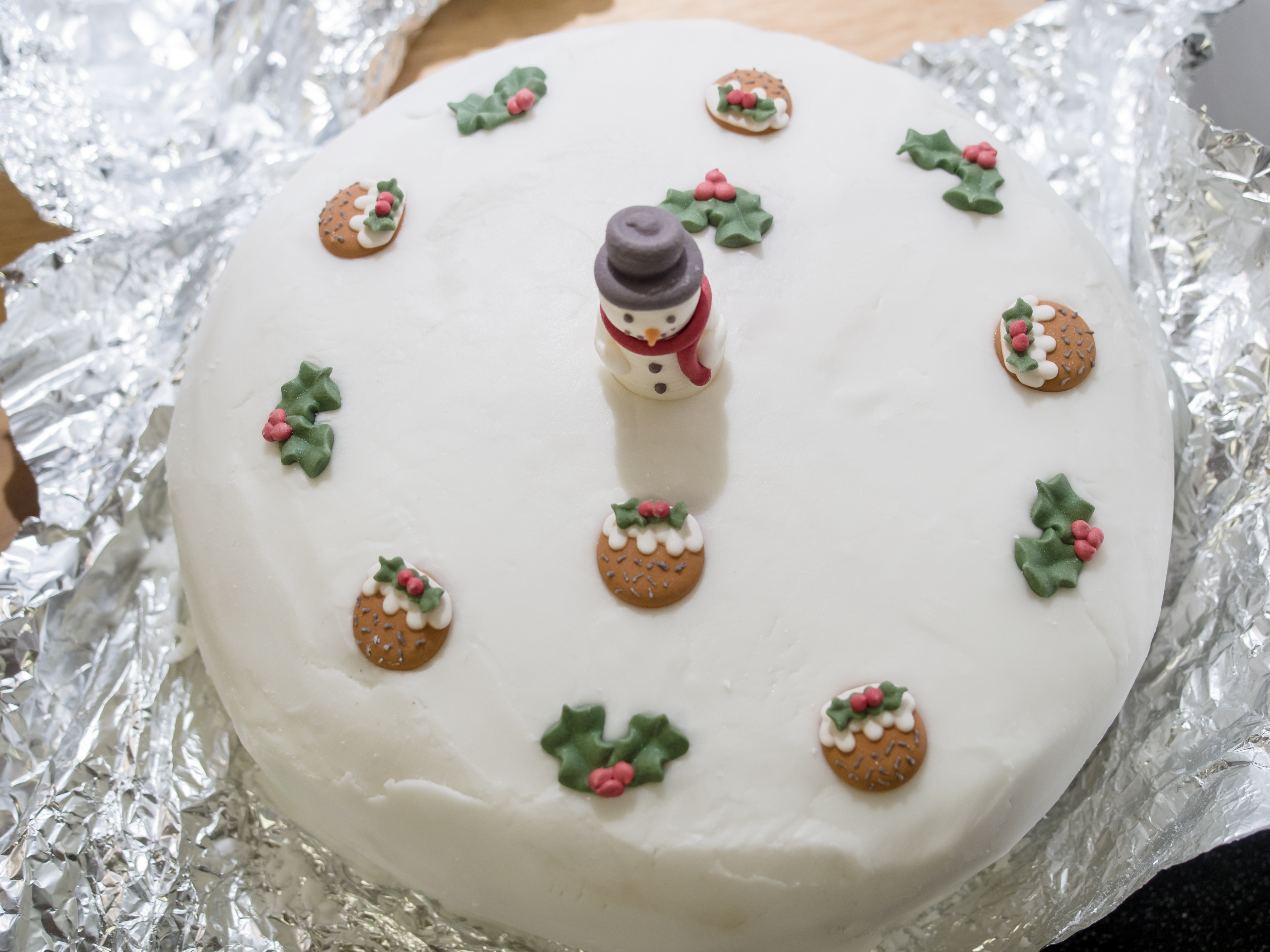
Білий різдвяний торт

Різдвяний торт — англійська традиція, яка почалася як сливова каша. Традиційний англійський різдвяний торт готують із вологого винограду занте, кишмишу (золотих родзинок) і родзинок, які були змочені в бренді, ромі, віскі або хересі. Торт може бути покритий шарами марципану, потім глазур'ю і зазвичай прикрашений, часто картатими стрічками та різдвяними моделями, такими як сніговики, ялинки або Батько Різдва.
Особливістю Шотландії є традиційний різдвяний пиріг «Віскі Данді». Як випливає з назви, торт виник у Данді та виготовлений із шотландського віскі. Це легкий і розсипчастий торт, легкий на фруктах і цукатах; тільки смородина, родзинки, кишмиш і вишня. Існує також шотландська чорна булочка за схожим рецептом з використанням віскі та часто насіння кмину, яку їдять на Гоґманай.
Окрім зацукрованих вишень, деякі рецепти різдвяних тортів вимагають дягелю для зеленого кольору.
До різдвяних тортів а також до різдвяних пудингів як амулети удачі також іноді додають монети. Звичайним вибором були срібні тривимірні вироби або шість пенсів, іноді загорнуті в пакети з промасленого паперу.
У Йоркширі різдвяний пиріг, як і інші види фруктових тортів, можна їсти з сиром, наприклад Венслідейл.
Торт, який також можна подавати на Різдво у Сполученому Королівстві, на додаток до традиційного різдвяного торта, це торт, відомий як «Yle Log», або «шоколадне поліно». Це схожий на поліно швейцарський рулет, що покритий шоколадом.
Різдвяний пиріг значною мірою витіснив раніше популярний пиріг Дванадцятої ночі у вікторіанську епоху.

## В інших країнах
У Сполучених Штатах деякі люди дарують фруктові торти як подарунки на Різдво, але їх не називають різдвяними тортами. Однак у Канаді той самий пиріг замість цього називають «Різдвяним тортом», принаймні серед англомовної більшості. 
В Індії різдвяні торти традиційно є фруктовими тортами з багатьма варіантами. Аллахабадський торт славиться своїм багатим смаком і текстурою. Багато менших і більш традиційних християнських пекарень додають у торт алкоголь, зазвичай ром.
На Шрі-Ланці в різдвяній випічці використовують патоку замість тростинного цукру та включають такі спеції, як мускатний горіх, корицю та чорний перець.

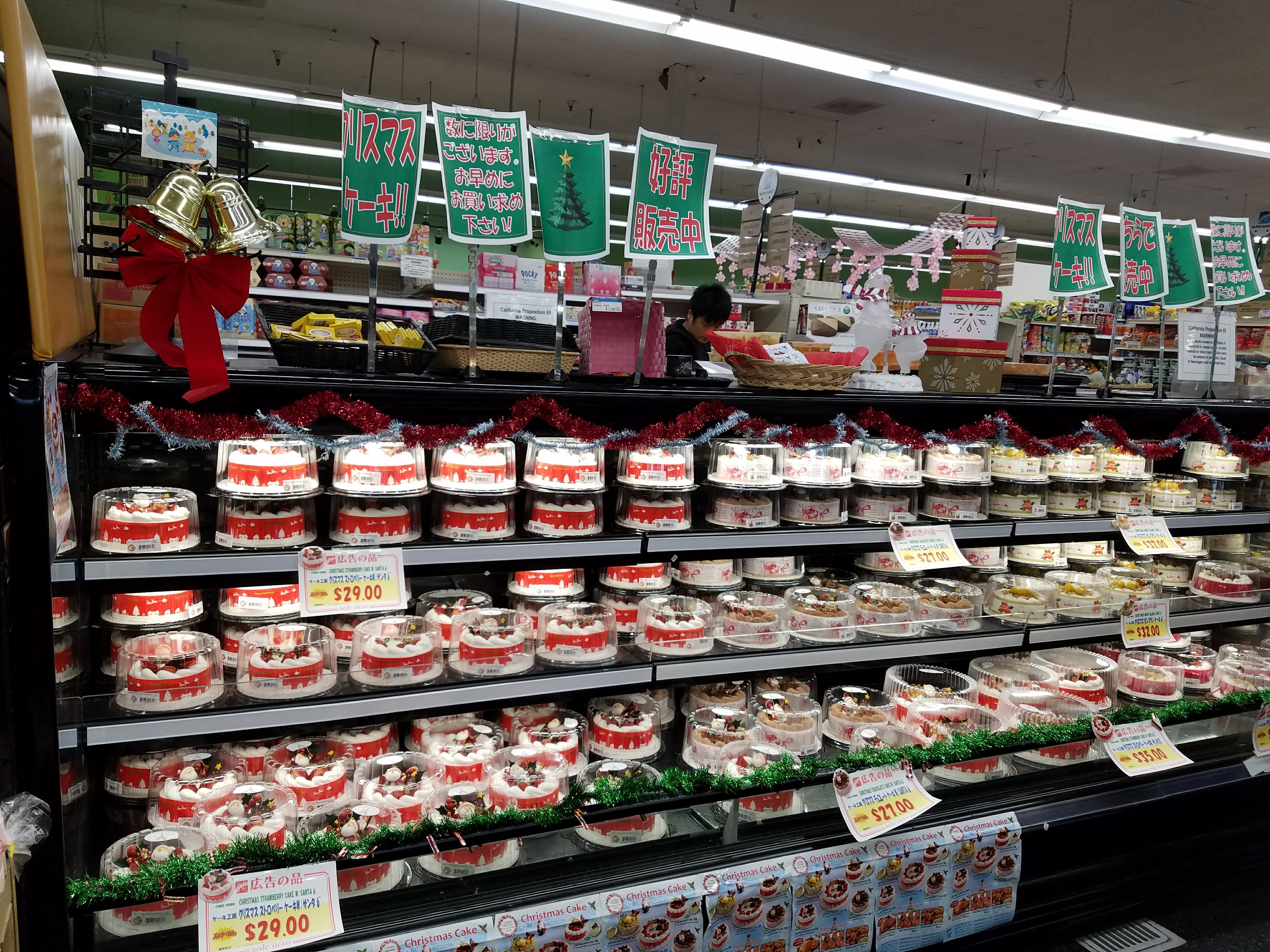
Різдвяні торти в японському стилі у вітрині на ринку Nijiya (Сан-Дієго, 2017)

В Японії напередодні Різдва традиційно їдять різдвяну випічку. Торт — це просто бісквітний пиріг, покритий збитими вершками, часто прикрашений полуницею, і зазвичай увінчаний різдвяними шоколадними цукерками або іншими сезонними фруктами та прикрасами Санта-Клауса. Різдвяні торти цього стилю були спочатку випущені компанією Fujiya, і вони стали популярними, коли вони почали продаватися в Гіндза, центральному комерційному районі Токіо. Це було в той час, коли Японія проходила через масові хвилі вестернізації, особливо з боку вищого елітного класу. Представники вищого класу, які мали сильну схильність до західної культури в цілому, насолоджувалися десертами в західному стилі як делікатесом. Таким чином, будучи десертом у західному стилі, різдвяні торти асоціювалися з ідеєю західної сучасності та соціального статусу. Тому це стало головним хітом, коли різдвяні торти були комерціалізовані та стали доступнішими для широкої публіки. У незліченній кількості кондитерських магазинів країни випускають різдвяні торти різних форм і стилів; торти більше не прив'язані до традиційної форми круглих білих тістечок з полуницею та Санта-Клаусом нагорі. Різдвяні торти сьогодні символізують як ритуал святкування Різдва; зокрема, акт поділу торта з родиною чи друзями.
На Філіппінах різдвяні торти — це яскраві насичено-жовті фунтові торти з мацерованими горіхами або фруктові торти британської моди. Обидва змочують у великій кількості бренді або рому, змішаного з простим сиропом із пальмового цукру та води. Традиційно додають мускус циветти, але зараз частіше використовують рожеву або квіткову воду апельсина, оскільки мускус циветти став дуже дорогим. Ці торти зазвичай можуть залишатися свіжими протягом багатьох місяців за умови правильного поводження з ними.
На Кіпрі різдвяний пиріг дуже схожий на британський і подається на Різдво. Це перше частування, яке місцеві жителі подають своїм гостям.
У Німеччині популярний традиційний німецький фруктовий торт Штолен. Під час різдвяного сезону його також називають Weihnachtsstollen або Christstollen.
В Італії на Різдво традиційно їдять панетоне, солодкий хліб на заквасці з виразною формою куполи. Він містить родзинки та цукати з цитрусових і ретельно готується протягом кількох днів. Пандорo — типово веронський продукт. Традиційно має форму усіченого з восьмикутною зіркою. «Пандольче Дженовезе» також є відомим різдвяним тортом. Назва «Genovese» походить від міста його походження — Генуї. Він схожий на британський фруктовий торт, але менш високий і більш розсипчастий.
У Франції, Бельгії, Швейцарії, Французькій Канаді, Люксембурзі та Лівані Різдвяне поліно (святковий пиріг) є традиційним різдвяним тортом. Це легкі бісквітні коржі, вкриті шаром масляного крему зі смаком шоколаду, кави та Гранд Марньє. Потім згортають, покривають ще одним шаром масляного крему, який посипають прожилками та посипають цукровою пудрою, щоб імітувати дерев'яну колоду, покриту снігом. Святкові торти часто прикрашають цукровими або пластиковими прикрасами на тему Різдва.
Його походження походить від великого дерев'яного поліна під назвою Юл лог, яке спалювали у вогнищі протягом кількох днів на Різдво принаймні з часів Середньовіччя по всій Європі та французького кондитера, який представляв у формі десерту в ХІХ столітті. Не містить фруктів.

## Японська метафора
Різдво — це дуже активне світське свято для кондитерських виробів у Японії, і японські різдвяні торти створюються з широким розмаїттям смаків, інгредієнтів і кольорів.
В Японії жінки традиційно мусили вступати в шлюб у молодому віці, а неодружених після 25 років зневажливо називали різдвяний торт (クリスマスケーキ) за аналогією з товарами, які ще не продані після 25 числа. Термін вперше став популярним у 1980-х роках, але з тих пір став менш поширеним, оскільки сьогодні японські жінки можуть залишатися безшлюбними з дещо меншою стигматизацією. Проте все ще існує еквівалентний принизливий термін щодо неодружених жінок, уренокорі (売れ残り, «непродані товари»).